# Shoot Out
Shoot Out é um filme estadunidense de 1971, do gênero western, dirigido por Henry Hathaway, com roteiro de Marguerite Robert baseado no romance The Lone Cowboy, de Will James.

## Elenco
- Gregory Peck...Clay Lomax
- Patricia Quinn...Juliana Farrell
- Robert F. Lyons...Bobby Jay Jones
- Susan Tyrrell...Alma
- James Gregory...Sam Foley

## Sinopse
O ladrão de bancos Clay Lomax passa sete anos na cadeia depois que foi traído por seu ex-comparsa Sam Foley. Ao sair, Clay está determinado a se vingar de Foley, mas antes precisa pegar um dinheiro com uma antiga amiga. Quem aparece na estação de trem com o dinheiro, contudo, não é a mulher, mas a filha dela, que tem 7 anos. Com pena da menina, que agora é órfã e pode ser sua filha, Clay a leva consigo na busca por Foley, que se tornara um rico fazendeiro e contratara três cruéis pistoleiros para seguirem Lomax. 